# Manuella Kalili
Manuella Kalili (n. 2 noiembrie 1912, Territory of Hawaii⁠(d), SUA – d. 14 septembrie 1969, Hawaii, SUA) a fost un înotător american, medaliat olimpic. A participat la o ediție a Jocurilor Olimpice (1932) în care a câștigat două medalii de argint.